# Arrondissement de Condom
L'arrondissement de Condom est une division administrative française, située dans le département du Gers et la région Occitanie.

## Composition

### Composition avant 2015
Liste des cantons de l'arrondissement de Condom :
- canton de Cazaubon ;
- canton de Condom ;
- canton d'Eauze ;
- canton de Fleurance ;
- canton de Lectoure ;
- canton de Mauvezin ;
- canton de Miradoux ;
- canton de Montréal ;
- canton de Nogaro ;
- canton de Saint-Clar ;
- canton de Valence-sur-Baïse.

### Découpage communal depuis 2015
Depuis 2015, le nombre de communes des arrondissements varie chaque année soit du fait du redécoupage cantonal de 2014 qui a conduit à l'ajustement de périmètres de certains arrondissements, soit à la suite de la création de communes nouvelles. Le nombre de communes de l'arrondissement de Condom est ainsi de 159 en 2015, 158 en 2016 et 162 en 2017.
Au 1er janvier 2024, l'arrondissement groupe les 162 communes suivantes :
1. Arblade-le-Haut
2. Ardizas
3. Avensac
4. Avezan
5. Ayzieu
6. Bajonnette
7. Bascous
8. Beaucaire
9. Beaumont
10. Béraut
11. Berrac
12. Bétous
13. Bivès
14. Blaziert
15. Bourrouillan
16. Bretagne-d'Armagnac
17. Brugnens
18. Cadeilhan
19. Campagne-d'Armagnac
20. Cassaigne
21. Castelnau-d'Arbieu
22. Castelnau d'Auzan Labarrère
23. Castelnau-sur-l'Auvignon
24. Castéra-Lectourois
25. Castéron
26. Castet-Arrouy
27. Castex-d'Armagnac
28. Catonvielle
29. Caupenne-d'Armagnac
30. Caussens
31. Cazaubon
32. Cazeneuve
33. Céran
34. Cézan
35. Cologne
36. Condom
37. Courrensan
38. Cravencères
39. Dému
40. Eauze
41. Encausse
42. Espas
43. Estang
44. Estramiac
45. Flamarens
46. Fleurance
47. Fourcès
48. Gaudonville
49. Gavarret-sur-Aulouste
50. Gazaupouy
51. Gimbrède
52. Gondrin
53. Goutz
54. Homps
55. Le Houga
56. L'Isle-Bouzon
57. Labrihe
58. Lagarde
59. Lagardère
60. Lagraulet-du-Gers
61. Lalanne
62. Lamothe-Goas
63. Lannemaignan
64. Lannepax
65. Lanne-Soubiran
66. Larée
67. Larressingle
68. Larroque-Engalin
69. Larroque-Saint-Sernin
70. Larroque-sur-l'Osse
71. Laujuzan
72. Lauraët
73. Lectoure
74. Lias-d'Armagnac
75. Ligardes
76. Loubédat
77. Luppé-Violles
78. Magnan
79. Magnas
80. Maignaut-Tauzia
81. Manciet
82. Mansempuy
83. Mansencôme
84. Maravat
85. Marguestau
86. Marsolan
87. Mas-d'Auvignon
88. Mauléon-d'Armagnac
89. Maupas
90. Mauroux
91. Mauvezin
92. Miradoux
93. Miramont-Latour
94. Monbrun
95. Monclar
96. Monfort
97. Monguilhem
98. Monlezun-d'Armagnac
99. Montestruc-sur-Gers
100. Montréal
101. Mormès
102. Mouchan
103. Nogaro
104. Noulens
105. Panjas
106. Pauilhac
107. Perchède
108. Pergain-Taillac
109. Pessoulens
110. Peyrecave
111. Pis
112. Plieux
113. Pouy-Roquelaure
114. Préchac
115. Puységur
116. Ramouzens
117. Réans
118. Réjaumont
119. La Romieu
120. Roquelaure-Saint-Aubin
121. Roquepine
122. Sainte-Anne
123. Saint-Antoine
124. Saint-Antonin
125. Saint-Avit-Frandat
126. Saint-Brès
127. Sainte-Christie-d'Armagnac
128. Saint-Clar
129. Saint-Créac
130. Saint-Cricq
131. Sainte-Gemme
132. Saint-Georges
133. Saint-Germier
134. Saint-Griède
135. Saint-Léonard
136. Saint-Martin-d'Armagnac
137. Saint-Martin-de-Goyne
138. Sainte-Mère
139. Saint-Mézard
140. Saint-Orens
141. Saint-Orens-Pouy-Petit
142. Saint-Puy
143. Sainte-Radegonde
144. Salles-d'Armagnac
145. Sarrant
146. La Sauvetat
147. Séailles
148. Sempesserre
149. Sérempuy
150. Sion
151. Sirac
152. Solomiac
153. Sorbets
154. Taybosc
155. Terraube
156. Thoux
157. Touget
158. Toujouse
159. Tournecoupe
160. Urdens
161. Urgosse
162. Valence-sur-Baïse

## Sous-préfets
| Période           | Période          | Identité               | Fonction précédente                                                          | Observation |
| ----------------- | ---------------- | ---------------------- | ---------------------------------------------------------------------------- | --- |
|                   |                  |                        |                                                                              | |
| 12 février 1834   | 2 novembre 1838  | François Balland       | Sous-préfet d'Ussel                                                          | Nommé sous-préfet de Béziers |
|                   |                  |                        |                                                                              | |
| 1er décembre 1851 | 16 mars 1853     | Marie Louis Souquières | Sous-préfet du Vigan                                                         | Révoqué. Nommé sous-préfet de Bourganeuf |
|                   |                  |                        |                                                                              | |
| 15 décembre 1871  | 31 août 1876     | Georges Rivaud         | Chef de cabinet du préfet des Bouches-du-Rhône                               | Nommé sous-préfet d'Oloron |
|                   |                  |                        |                                                                              | |
| 13 février 1897   | 19 juillet 1898  | Pierre Blanc           | Secrétaire général de la préfecture des Vosges                               | Nommé sous-préfet d'Avesnes |
|                   |                  |                        |                                                                              | |
| 5 décembre 1914   | 15 février 1919  | Louis Contencin        | Conseiller à la préfecture du Gers pour la durée de la guerre                | Nommé chef de cabinet du préfet du Nord |
| 24 octobre 1919   | 27 octobre 1919  | Henri Maillard         | Chef de cabinet du préfet de la Meuse                                        | Reste à la disposition du préfet de la Meuse                                                                                                |
|                   |                  |                        |                                                                              | |
| 8 décembre 1925   | 12 juillet 1928  | Pierre Philip          | Sous-préfet d'Argelès-Gazost                                                 | Nommé sous-préfet de Saint-Flour |
|                   |                  |                        |                                                                              | |
| 25 octobre 1932   | 22 mai 1937      | Jules Tribouillet      | Chef de cabinet du préfet de Seine-et-Marne                                  | Nommé sous-préfet de Château-Salins |
| 22 mai 1937       | 22 mai 1937      | Raymond Vivant         | Chef de cabinet du préfet de la Haute-Garonne                                | Non installé |
| 22 mai 1937       | 24 juin 1939     | Jean Pougnet           | Chef de cabinet du préfet d'Eure-et-Loir                                     | Nommé secrétaire général de la préfecture de la Drôme                                                                                       |
| 24 juin 1939      | 30 octobre 1940  | Louis Dupiech          | Secrétaire général de la préfecture de la Drôme                              | Nommé secrétaire général de la préfecture de Seine-et-Marne                                                                                 |
|                   |                  |                        |                                                                              | |
| 29 octobre 1942   | 23 novembre 1944 | Maurice Oster          | Sous-préfet de Nyons                                                         | Nommé sous-préfet d'Haguenau |
|                   |                  |                        |                                                                              | |
| 11 janvier 1945   | 20 août 1946     | Roger Bellion          | Sous-préfet de Forcalquier                                                   | Nommé sous-préfet de Saint-Flour |
| 20 août 1946      | 24 juin 1948     | Jean Taulelle          | Chef de cabinet du commissaire de la République de la région de Strasbourg   | Nommé sous-préfet de Cholet |
|                   |                  |                        |                                                                              | |
| 13 avril 1962     | 27 octobre 1965  | Jean Biacabe           | Chef de cabinet par intérim du préfet de la Charente-Maritime                | Nommé secrétaire général de la préfecture des Hautes-Pyrénées                                                                               |
|                   |                  |                        |                                                                              | |
| 1990              |                  | Michel Oster           |                                                                              | |
|                   | 29 juin 1993     | Jean-Marie Bonal       |                                                                              | Cesse les fonctions sur sa demande |
|                   | 24 janvier 1996  | Gérard Mathieu         |                                                                              | Nommé secrétaire général de la préfecture de la Haute-Saône                                                                                 |
| 28 mars 1996      | 16 juillet 1999  | Philippe Portal        | Directeur du cabinet du préfet de la région Aquitaine, préfet de la Gironde  | Nommé secrétaire général de la préfecture de l'Yonne                                                                                        |
| 2 août 1999       | 12 février 2003  | Jean-Michel Linfort    | Administrateur civil                                                         | Nommé sous-préfet de Castelsarrasin |
| 12 février 2003   | 18 juillet 2006  | Marie-France Combier   | Sous-préfète de Clermont-sur-Oise                                            | Nommée sous-préfète de Pamiers |
| 18 juillet 2006   | 25 décembre 2009 | Bernard Pouget         | Sous-préfet de Jonzac                                                        | Nommé sous-préfet de Bergerac |
| 25 décembre 2009  | 2 mars 2012      | Dominique Gilles       | Conseiller des tribunaux administratifs et des cours administratives d'appel | Nommé secrétaire général de la préfecture de la Mayenne                                                                                     |
| 2 août 2012       | 28 février 2014  | Grégory Kromwell       | Officier de la gendarmerie nationale                                         | Nommé sous-préfet de Parthenay |
| 29 avril 2014     | 18 mars 2016     | Marlène Germain        | Administratrice territoriale                                                 | Nommée directrice de cabinet du préfet de Saône-et-Loire                                                                                    |
| 3 mai 2016        | 6 décembre 2017  | Jean-Charles Jobart    | Sous-préfet d'Ambert                                                         | Cesse les fonctions sur sa demande. Redevient premier conseiller du corps des tribunaux administratifs et des cours administratives d'appel |
| 6 décembre 2017   | 17 août 2020     | Isabelle Sendrané      | Sous-préfète de Briançon                                                     | ingénieure en chef des ponts, des eaux et des forêts                                                                                        |
| 26 juin 2024      | En cours         | Nathalie Duclovel-Pame |                                                                              | pharmacienne inspectrice en cheffe de santé publique                                                                                        |

## Démographie
En 2022, l'arrondissement comptait 67 301 habitants.
| 1968   | 1975   | 1982   | 1990   | 1999   | 2006   | 2011   | 2016   | 2021   |
| ------ | ------ | ------ | ------ | ------ | ------ | ------ | ------ | ------ |
| 70 472 | 67 218 | 65 002 | 64 199 | 62 242 | 63 872 | 65 506 | 67 137 | 67 094 |

| 2022   | - | - | - | - | - | - | - | - |
| ------ | - | - | - | - | - | - | - | - |
| 67 301 | - | - | - | - | - | - | - | - |